# 20 januari
20 januari is de 20e dag van het jaar in de gregoriaanse kalender. Hierna volgen nog 345 dagen (346 dagen in een schrikkeljaar) tot het einde van het jaar.

## Gebeurtenissen
- Algemeen
  - 1960 - De coaster Bermuda uit Delfzijl kapseist en zinkt tijdens een zware storm bij Hoek van Holland, 5 doden.[1]
  - 1968 - Een ontploffing en een brand in raffinaderij in het Nederlandse dorp Pernis maken twee doden en 70 gewonden en zorgen voor miljoenen schade.
  - 2013 - Duizenden krokodillen ontsnappen uit een Zuid-Afrikaanse krokodillenboerderij, nadat de rivier de Limpopo buiten zijn oevers is getreden.
  - 2016 - Een grote natuurbrand richt forse schade aan in het belangrijkste wijnbouwgebied van Zuid-Afrika. Ongeveer 2800 hectare in de provincie West-Kaap branden af.
  - 2017 - Een busongeluk bij de Italiaanse stad Verona heeft het leven geëist van zestien jonge Hongaren. In de bus zaten leerlingen van een gymnasium in Boedapest, die op skikamp waren geweest in Frankrijk.
- Economie
  - 1997 - De KLM verlaagt de prijzen van enkeltjes naar Londen, Parijs en Berlijn.
  - 1997 - De supermarktketen Spar gaat winkels inrichten bij benzinestations van Texaco.

- Media
  - 1924 - Schrijfster Carry van Bruggen spreekt voor de microfoon van de Nederlandsche Seintoestellen Fabriek. Daarmee is zij de allereerste die voor de Nederlandse radio een toespraak houdt; daarvoor was alleen muziek uitgezonden.
  - 2012 - De FBI haalt de website Megaupload.com uit de lucht. Hackersgroep Anonymous reageert met een grote aanval op websites van Amerikaanse overheidsinstellingen en de muziekindustrie.
  - 2019 - De allereerste aflevering van VTBL is uitgezonden. Deze voetbaltalkshow bij RTL7 wordt gepresenteerd door Humberto Tan.
  - 2022 - Het programma Boos van BNNVARA dat alleen online te zien is, publiceert een nieuwe aflevering die volledig over The Voice Of Holland gaat. Verschillende vrouwen beschuldigen coaches Ali B, Marco Borsato, bandleider Jeroen Rietbergen en een regisseur van seksueel wangedrag.[2] Zie ook 15 januari.

- Muziek
  - 1982 - Ozzy Osbourne, voormalig leadzanger van Black Sabbath, bijt de kop af van een vleermuis die naar hem wordt gegooid tijdens een optreden.[2]
  - 2018 - Rockband Kensington uit Utrecht ontvangt op festival Noorderslag in Groningen de Popprijs 2017.[3]
  - 2021 - Tijdens de inauguratie van Joe Biden als 46e president van de Verenigde Staten zingt Lady Gaga als tweede popster ooit het Amerikaanse volkslied: The Star-Spangled Banner. Jennifer Lopez mag vlak voor de eedaflegging een medley van This Land Is Your Land en America The Beautiful zingen.[2]
  - 2024 - Joost Klein ontvangt op festival Noorderslag in Groningen de Popprijs 2023.[4]

- Oorlog
  - 1841 - Hongkong wordt door de Britten bezet.
  - 1945 - Bombardement op Montfort (Nederland)
  - 1990 - Sovjettroepen richtten een bloedbad aan in Bakoe, ook bekend als Zwarte Januari.

- Politiek
  - 1265 - Eerste zitting van het Engelse parlement in het Palace of Westminster.
  - 1941 - Franklin Delano Roosevelt wordt voor de derde maal als president geïnaugureerd, een unicum in de Amerikaanse geschiedenis.
  - 1942 - De nazi's beslissen op de Wannseeconferentie over de 'Endlösung der Judenfrage' ('oplossing van het Jodenvraagstuk').
  - 1958 - President Marcos Pérez Jiménez van Venezuela slaat op de vlucht vanwege de opstand tegen zijn regime.
  - 1960 - Hendrik Verwoerd kondigt een referendum aan om te bepalen of Zuid-Afrika een republiek zou moeten worden.
  - 1996 - Yasser Arafat wint de eerste presidentsverkiezingen in de autonome Palestijnse gebieden.
  - 1997 - De verkiezingsoverwinning van het oppositieblok Zajedno in Servië wordt opgeschort, nadat zowel de Socialistische Partij van president Slobodan Milošević als de ultra-nationalistische Radicale Partij protest heeft aangetekend tegen het besluit van de kiescommissie.
  - 1998 - The Washington Post bericht over een verhouding van president Clinton met stagiaire Monica Lewinsky.
  - 1998 - De Communistische Partij in Chili klaagt oud-dictator Augusto Pinochet aan wegens schendingen van de mensenrechten.
  - 1998 - President Robert Mugabe van Zimbabwe zet het leger in om gewelddadige demonstraties in de hoofdstad Harare de kop in te drukken.
  - 2001 - Leefbaar Rotterdam presenteert Pim Fortuyn als lijsttrekker voor de gemeenteraadsverkiezingen van 6 maart 2002.
  - 2001 - George W. Bush wordt geïnaugureerd als 43e president van de Verenigde Staten.
  - 2009 - Barack Obama wordt als eerste Afro-Amerikaanse president van de Verenigde Staten geïnaugureerd.
  - 2013 - De Amerikaanse president Barack Obama legt in de "Blue Room" van het Witte Huis de eed af voor zijn tweede ambtstermijn.
  - 2017 - Donald Trump wordt geïnaugureerd als de 45e president van de Verenigde Staten.
  - 2021 - Joe Biden wordt geïnaugureerd als de 46e president van de Verenigde Staten.
  - 2021 - Kamala Harris wordt geïnaugureerd als 49e vicepresident van de Verenigde Staten. Ze is hiermee de eerste Afro-Amerikaanse, de eerste Indiaas-Amerikaanse en de eerste vrouwelijke vicepresident van dit land.
  - 2025 - Donald Trump wordt geïnaugureerd als de 47e president van de Verenigde Staten.
- Sport
  - 1997 - De Britse renstalbaas Ken Tyrrell presenteert de Nederlandse autocoureur Jos Verstappen als de laatste aanwinst voor zijn roemruchte stal die in de 'degradatiezone' vertoeft van de eredivisie van de autosport.
  - 1997 - Ronaldo wordt in Lissabon tijdens een FIFA-gala uitgeroepen tot de beste voetballer van de wereld in 1996. De 20-jarige spits van Barcelona krijgt 329 punten in de prestigieuze uitverkiezing, AC Milan-vedette George Weah, de winnaar van 1995, eindigt op de tweede plaats met 140 stemmen. Alan Shearer (Newcastle United) wordt derde met 123 punten.
  - 2002 - Schaatsster Margot Boer evenaart in Calgary het Nederlands record van Andrea Nuyt op de 500 meter (37,54 seconden).
  - 2024 - De Nederlander Dylan Groenewegen pakt de zege in de wielerwedstrijd Clàssica Comunitat Valenciana door de massasprint te winnen.[5]

- Wetenschap en technologie
  - 1896 - Eerste gebruik van röntgenstraling in de geneeskunde, zowel in Duitsland als in de Verenigde Staten.
  - 1978 - Lancering van het onbemande Progress 1 ruimtevaartuig naar het Saljoet 6 ruimtestation.[6]
  - 2023 - Ruimtewandeling van de astronauten Nicole Mann (NASA) en Koichi Wakata (JAXA) in het kader van voorbereidende werkzaamheden voor het installeren van nieuwe zonnepanelen aan het ISS.[7]
  - 2024 - Lancering van een Qaem 100 raket van IRGC vanaf het lanceerplatform op Shahrud Missile Test Site in Iran voor de Soraya missie met een satelliet, waarover geen details bekend zijn, voor de Iraanse ruimtevaartorganisatie.[8]

## Geboren

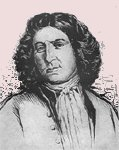
Michiel de Swaen
geboren in 1654

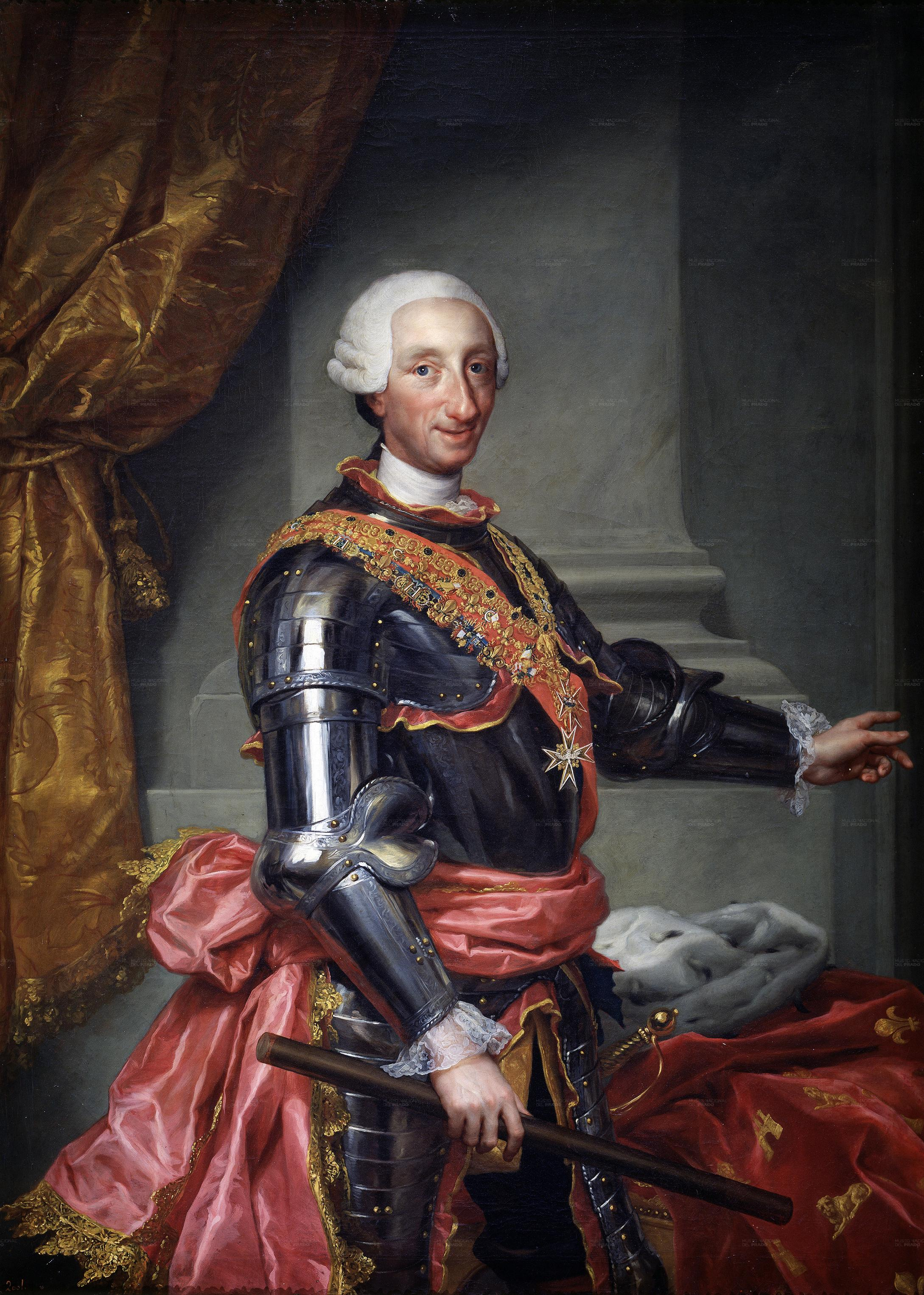
Karel III van Spanje
geboren in 1716

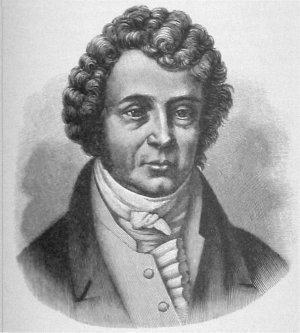
André-Marie Ampère
geboren in 1775

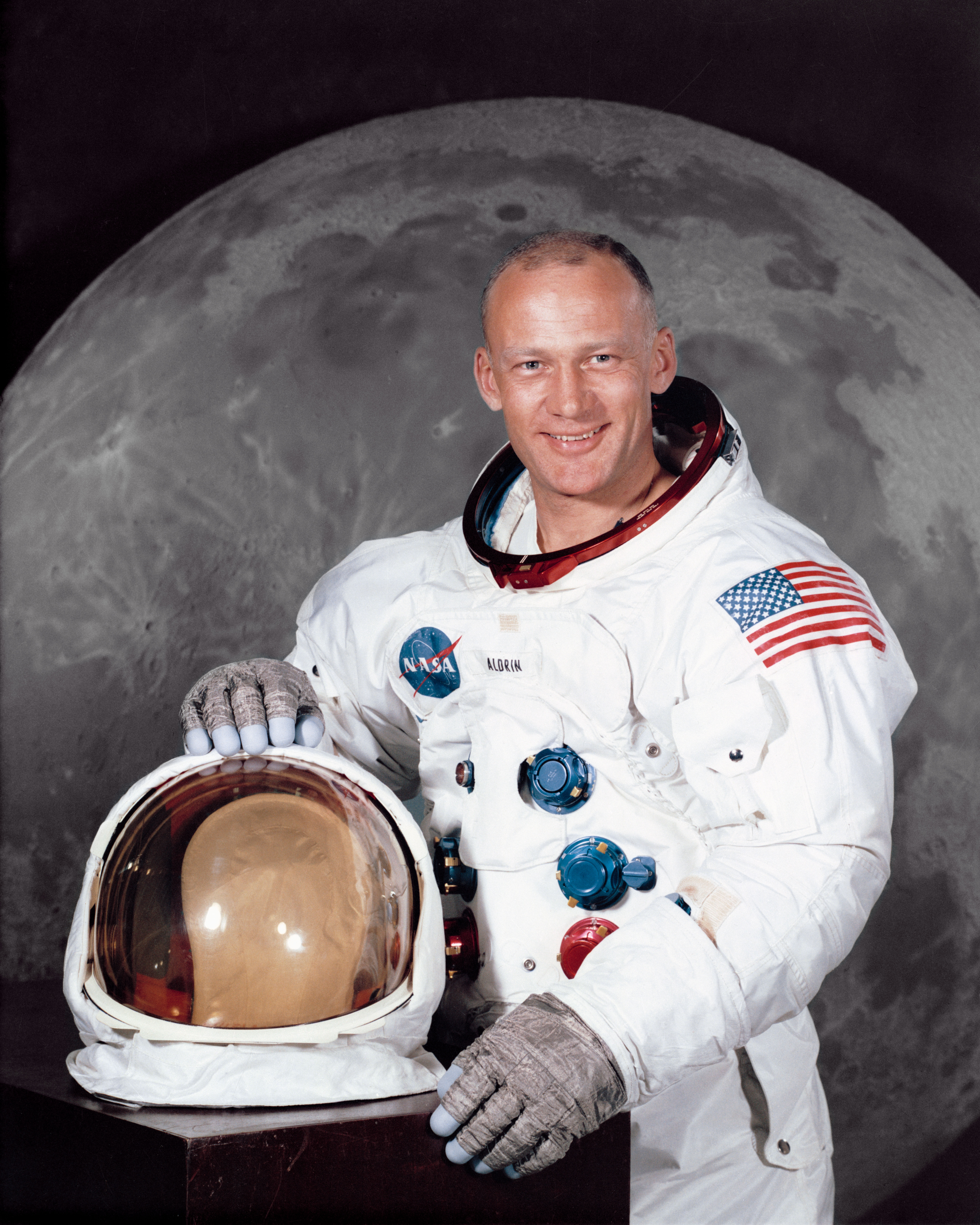
Buzz Aldrin
geboren in 1930

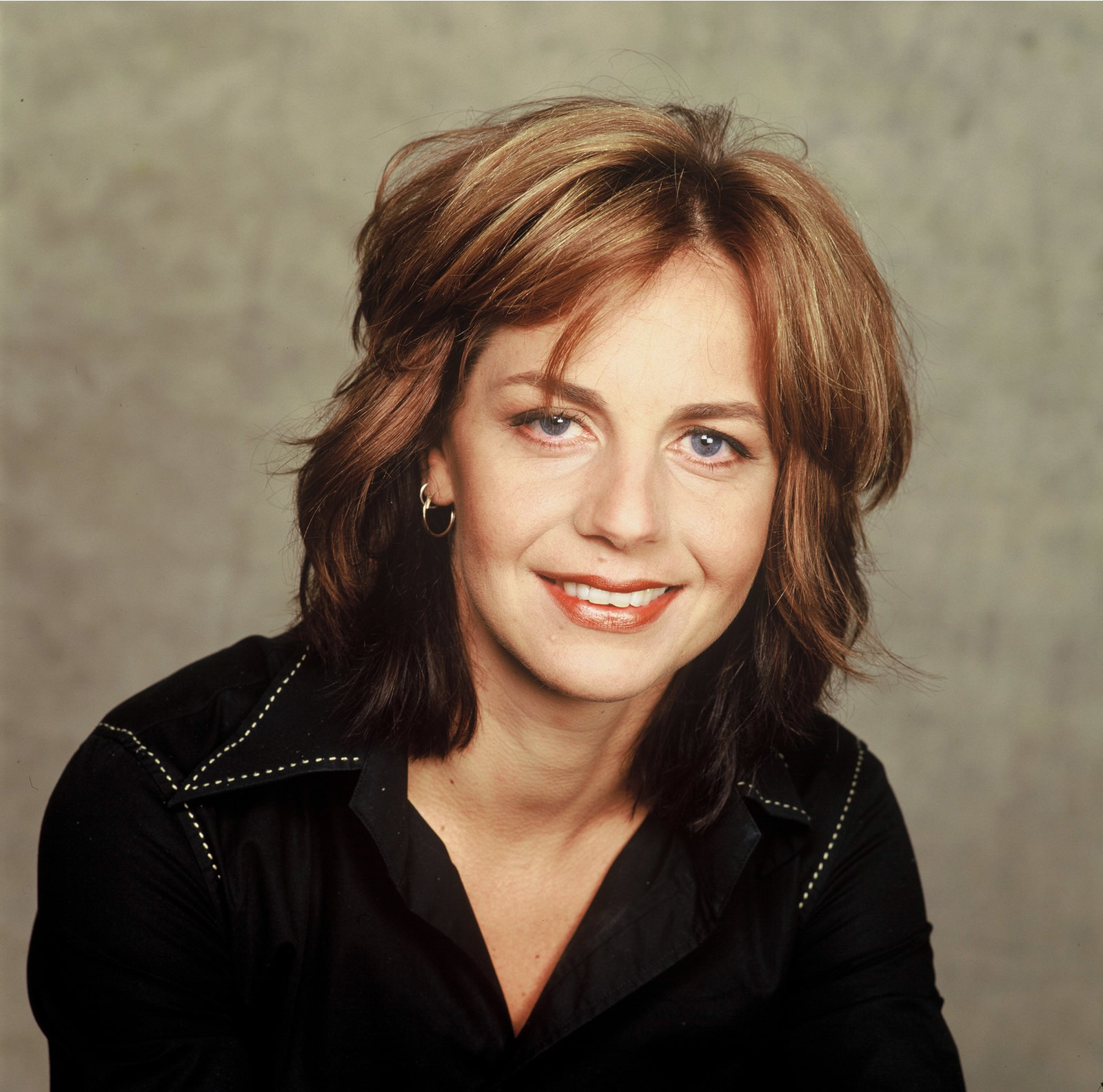
Agnes Kant
geboren in 1967

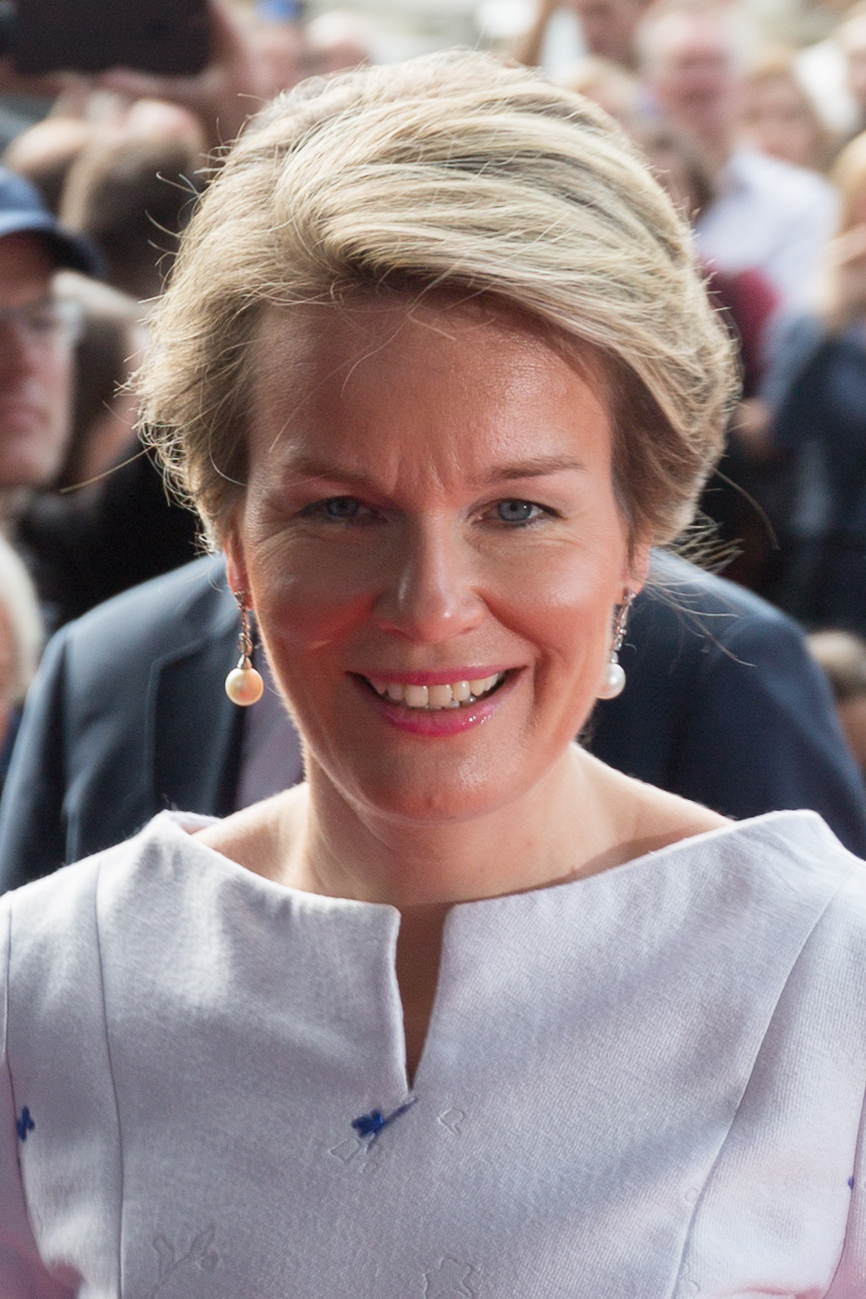
Mathilde d'Udekem d'Acoz
geboren in 1973

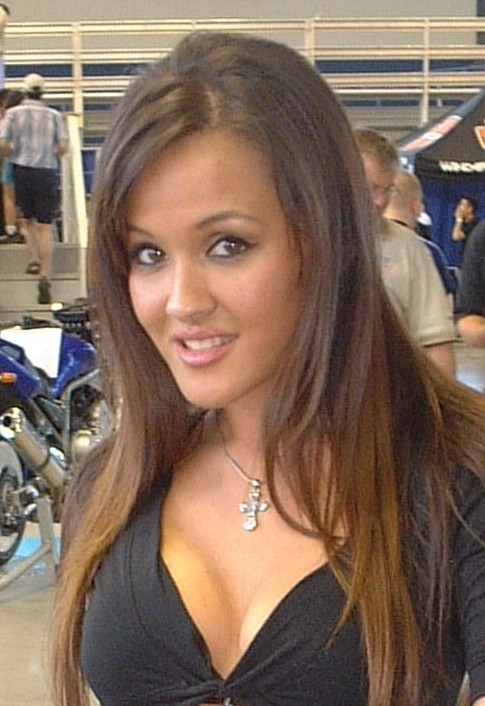
Crystal Lowe
geboren in 1981

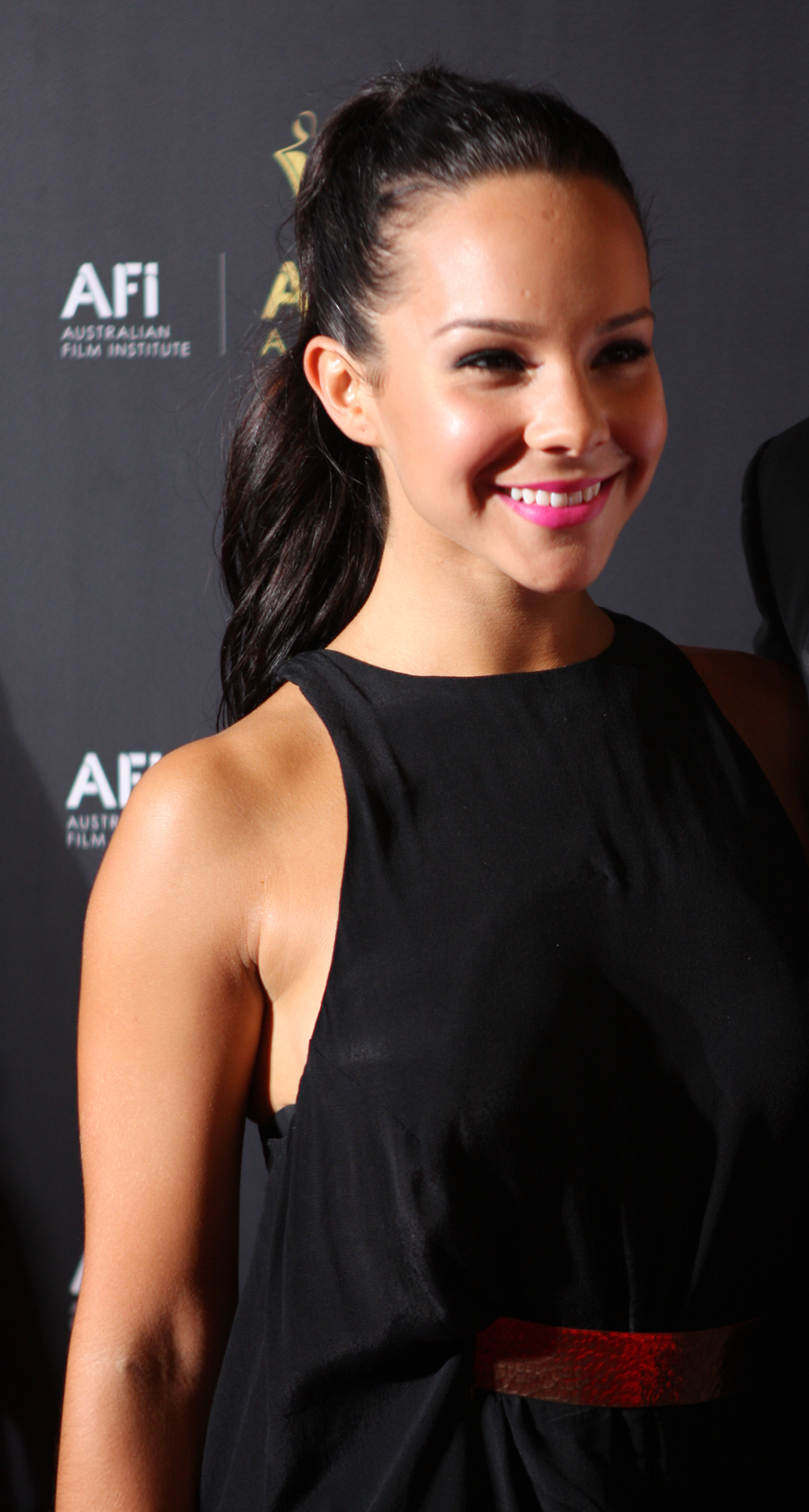
Dena Kaplan
geboren in 1989

- 1630 - Filips van Palts-Sulzbach, Oostenrijks maarschalk (overleden 1703)
- 1654 - Michiel de Swaen, chirurgijn en een van de belangrijkste Zuid-Nederlandse/Vlaamse rederijkers (overleden 1707)
- 1716 - Karel III, koning van Spanje (overleden 1788)
- 1751 - Ferdinand van Parma, hertog van Parma (overleden 1802)
- 1775 - André-Marie Ampère, Frans natuurkundige (overleden 1836)
- 1795 - Frans Vervloet, Belgisch kunstschilder, tekenaar en lithograaf (overleden 1872)
- 1849 - Marie van Saksen-Weimar-Eisenach (overleden 1922)
- 1857 - Vladimir Bechterev, Russisch neuroloog (overleden 1927)
- 1860 - Antônio Parreiras, Braziliaans kunstenaar (overleden 1937)
- 1865 - Anton Handlirsch, Oostenrijks entomoloog (overleden 1935)
- 1870 - Guillaume Lekeu, Belgisch componist (overleden 1894)
- 1872 - Julia Morgan, Amerikaans architecte (overleden 1957)
- 1875 - Henrik Sjöberg, Zweeds atleet en turner (overleden 1905)
- 1877 - Albert Van huffel, Belgisch architect (overleden 1935)
- 1882 – Andreas van Griekenland, Grieks prins (overleden 1944)
- 1884 - Carlyle Blackwell, Amerikaans acteur en filmregisseur (overleden 1955)
- 1886 - Arnold van den Bergh, Nederlands notaris (overleden 1950)
- 1890 - Rudolf Ahorn, Duits voetballer (overleden 1914)
- 1893 - Georg Åberg, Zweeds atleet (overleden 1946)
- 1893 - Alphons Boosten, Nederlands architect (overleden 1951)
- 1899 - Kenjiro Takayanagi, Japans televisiepionier (overleden 1990)
- 1899 - Armas Toivonen, Fins atleet (overleden 1973)
- 1903 - Klaas van Beeck, Nederlands orkestleider (overleden 1979)
- 1907 - Carlotta Monti, Amerikaans actrice (overleden 1993)
- 1910 - Joy Adamson, Brits-Oostenrijks naturalist en auteur (overleden 1980)
- 1911 - Edward Schroeder, Amerikaans schaatser (overleden 2005)
- 1913 - Odd Frantzen, Noors voetballer (overleden 1977)
- 1913 - Tollien Schuurman, Nederlands atlete (overleden 1994)
- 1916 - Johan Adolf Pengel, Surinaams politicus (overleden 1970)
- 1920 - Marcos Ana, Spaans politiek gevangene en dichter (overleden 2016)
- 1920 - Federico Fellini, Italiaans filmmaker (overleden 1993)
- 1921 - Connie Haines, Amerikaans zangeres (overleden 2008)
- 1922 - Ray Anthony, Amerikaans trompettist, bandleider, componist en acteur
- 1922 - Enrico Manfredini, Italiaans aartsbisschop van Bologna (overleden 1983)
- 1923 - Nora Brockstedt, Noors zangeres (overleden 2015)
- 1924 - Yvonne Loriod, Frans pianiste (overleden 2010)
- 1925 - Ernesto Cardenal, Nicaraguaans priester/bevrijdingstheoloog en politicus (overleden 2020)
- 1929 - Jimmy Cobb, Amerikaans jazzdrummer (overleden 2020)
- 1929 - Fireball Roberts, Amerikaans autocoureur (overleden 1964)
- 1930 - Buzz Aldrin, Amerikaans ruimtevaarder
- 1930 - Raymond Van Gestel, Belgisch voetballer en piloot (overleden 2020)
- 1931 - Preston Henn, Amerikaans ondernemer en autocoureur (overleden 2017)
- 1931 - David Morris Lee, Amerikaans natuurkundige en Nobelprijswinnaar
- 1933 - Don Thompson, Brits atleet (overleden 2006)
- 1934 - Tom Baker, Brits acteur
- 1934 - Giorgio Bassi, Italiaans autocoureur
- 1935 - Ward Demuyt, Belgisch politicus (overleden 2023)
- 1939 - Frits Frijmersum, Surinaams politicus
- 1940 - Carol Heiss, Amerikaans kunstschaatsster
- 1941 - Josse de Haan, Nederlands (Fries) schrijver en dichter (overleden 2020)
- 1941 - Pim ter Linde, Nederlands muziekmanager
- 1943 - Roel van Duijn, Nederlands anarchistisch politicus en actievoerder
- 1943 - Armando Guebuza, Mozambikaans president
- 1944 - Isao Okano, Japans judoka
- 1945 - Eric Stewart, Brits musicus en componist
- 1946 - François Hoste, Belgisch atleet
- 1946 - David Lynch, Amerikaans regisseur (overleden 2025)
- 1946 - Ricardo Puno jr., Filipijns jurist, televisiepresentator en columnist (overleden 2022)
- 1947 - Cyrille Guimard, Frans wielrenner en ploegleider
- 1947 - Bob Polak, Nederlands publicist, columnist en criticus
- 1949 - Göran Persson, Zweeds politicus en premier (1996-2006)
- 1949 - Flip Veldmans, Nederlands componist en organist (overleden 2018)
- 1951 - Clyde Sefton, Australisch wielrenner
- 1951 - Alexander Vercamer, Belgisch politicus
- 1952 - Paul Stanley, Amerikaans muzikant
- 1953 - Jeffrey Epstein, Amerikaans multimiljonair (overleden 2019)
- 1953 - Koos Meinderts, Nederlands schrijver
- 1954 - Jos van der Donk, Nederlands paralympisch sporter
- 1956 - John Naber, Amerikaans zwemmer en olympisch kampioen
- 1956 - Henk Poort, Nederlands operazanger en musicalster
- 1956 - Rodolfo Rodríguez, Uruguayaans voetballer
- 1957 - Aloe Alchanov, Tsjetsjeens politicus
- 1957 - Guy Manning, Brits multi-instrumentalist en zanger
- 1957 - Ton Sprangers, Nederlands voetballer (overleden 2022)
- 1958 - Paula Patricio, Nederlands televisiepresentatrice
- 1959 - Cees Mudde, Nederlands kunstschilder en illustrator
- 1960 - Nils Henrik Asheim, Noors componist
- 1960 - Falk Boden, Duits wielrenner
- 1960 - Will Wright, Amerikaans computerspellenontwerper
- 1961 - Patricio Yáñez, Chileens voetballer
- 1962 - Hans Bonte, Belgisch politicus
- 1962 - Olav Mol, Nederlands autosportcommentator
- 1964 - Aquilino Pimentel III, Filipijns advocaat en politicus
- 1964 - Fareed Zakaria, Indiaas/Amerikaans journalist en schrijver
- 1965 - Sophie Rhys-Jones, gravin van Wessex
- 1965 - Greg K., Amerikaans bassist
- 1966 - Mylène d'Anjou, Nederlands actrice en cabaretière
- 1966 - Fatima Bali, Belgisch politica
- 1966 - Rainn Wilson, Amerikaans acteur
- 1967 - Agnes Kant, Nederlands voormalig politica en epidemioloog
- 1969 - Darren Braithwaite, Brits atleet
- 1969 - Andre Cason, Amerikaans atleet
- 1969 - Camilla Svensson, Zweeds voetbalster
- 1970 - Peter Hedblom, Zweeds golfer
- 1970 - Dennis Hulshoff, Nederlands voetballer
- 1971 - Gary Barlow, Brits zanger
- 1971 - Davit Kizilasjvili, Georgisch voetballer
- 1972 - Fredrik Andersson Hed, Zweeds golfer (overleden 2021)
- 1972 - Nikki Haley, Amerikaans politica
- 1973 - Mathilde d'Udekem d'Acoz, koningin van België
- 1974 - Paskal Jakobsen, Nederlands zanger en gitarist
- 1974 - Lies Jans, Belgisch politica
- 1975 - Norberto Fontana, Argentijns autocoureur
- 1976 - Lilian Jégou, Frans wielrenner
- 1976 - Pablo Lastras, Spaans wielrenner
- 1976 - Gretha Smit, Nederlands schaatsster
- 1976 - Jeroen Spitzenberger, Nederlands acteur
- 1977 - Ilian Stoyanov, Bulgaars voetballer
- 1977 - J.C. Tran, Vietnamees/Amerikaans pokerspeler
- 1978 - Sonja Kesselschläger, Duits atlete
- 1978 - Davit Mujiri, Georgisch voetballer
- 1979 - Rob Bourdon, Amerikaans drummer
- 1980 - Joëlle van Noppen, Nederlands zangeres (WOW!) (overleden 2010)
- 1981 - Koen Barbé, Belgisch wielrenner
- 1981 - Jürgen Colin, Nederlands voetballer
- 1981 - Owen Hargreaves, Brits voetballer
- 1981 - Crystal Lowe, Canadees actrice
- 1981 - Anders Olsson, Zweeds schaker
- 1981 - Liesbeth Van Roie, Belgisch atlete
- 1981 - Balz Weber, Zwitsers mountainbiker
- 1982 - Fredrik Strømstad, Noors voetballer
- 1982 - Pierre Webó, Kameroens voetballer
- 1983 - Niek van der Bruggen, Nederlands diskjockey
- 1983 - Daniel Fernández Artola, Spaans voetballer
- 1983 - Roy Chipolina, Gibraltarees voetballer
- 1983 - Germaine Mason, Jamaicaans atleet (overleden 2017)
- 1983 - Philipp Schörghofer, Oostenrijks alpineskiër
- 1984 - Lil Scrappy, Amerikaans rapper
- 1985 - Ehsan Hadadi, Iraans atleet
- 1985 - Marko Kolsi, Fins voetballer
- 1986 - Istvan Bakx, Nederlands voetballer
- 1987 - Scott Henry, Schots golfer
- 1987 - Marco Simoncelli, Italiaans motorcoureur (overleden 2011)
- 1988 - Eugene Godsoe, Amerikaans zwemmer
- 1988 - Callum MacLeod, Brits autocoureur
- 1988 - Pasquale di Sabatino, Italiaans autocoureur
- 1989 - Dena Kaplan, Australisch actrice
- 1989 - Joran Pot, Nederlands voetballer
- 1990 - Polona Hercog, Sloveens tennisster
- 1990 - Naomie Pieter, Nederlands performancekunstenaar
- 1991 - Renato Ibarra, Ecuadoraans voetballer
- 1991 - Jolyon Palmer, Brits autocoureur
- 1991 - Jacqueline Seifriedsberger, Oostenrijks schansspringster
- 1992 - Mauro Calamia, Zwitsers autocoureur
- 1993 - Demish Gaye, Jamaicaans atleet
- 1994 - Verena Hanshaw, Oostenrijks voetbalster
- 1994 - Lucas Piazon, Braziliaans voetballer
- 1995 - José María Giménez, Uruguayaans voetballer
- 1998 - Anniek Smulders, Nederlands voetbalster
- 1999 - Cero Ismael, Nederlands zanger
- 1999 - Flynn Downes, Engels voetballer
- 1999 - Bilal Wahib, Nederlands acteur en zanger
- 2000 - Selemon Barega, Ethiopisch atleet
- 2000 - Jack, Nederlands rapper
- 2001 - Brooks Curry, Amerikaans zwemmer
- 2001 - Bodine Monet, Nederlands-Canadees zangeres
- 2002 - Aleksandra Bojkova, Russisch kunstschaatsster
- 2002 - Alastair MacKellar, Australisch wielrenner
- 2003 - Jack Doohan, Australisch autocoureur
- 2003 - Floris Smand, Nederlands voetballer

## Overleden
- 250 - Fabianus, paus en martelaar

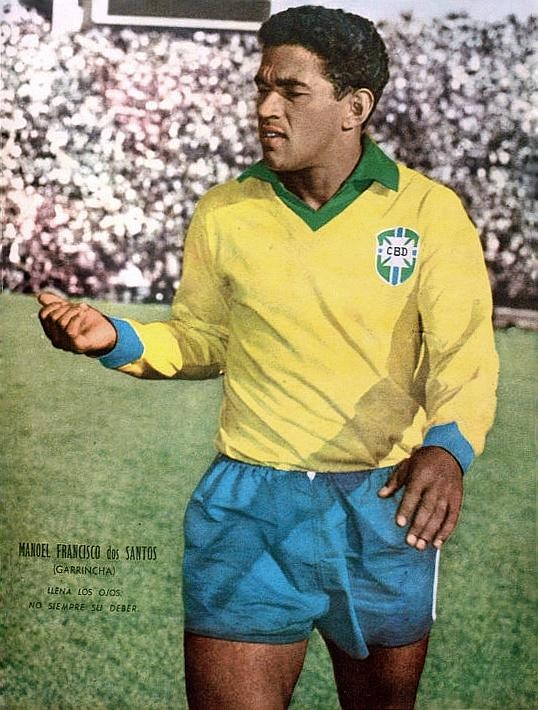
Garrincha
overleden in 1983

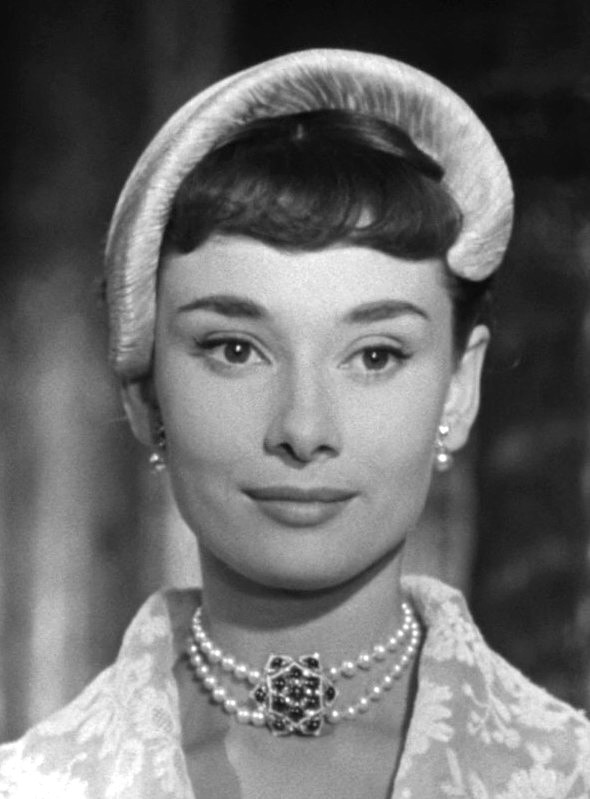
Audrey Hepburn
overleden in 1993

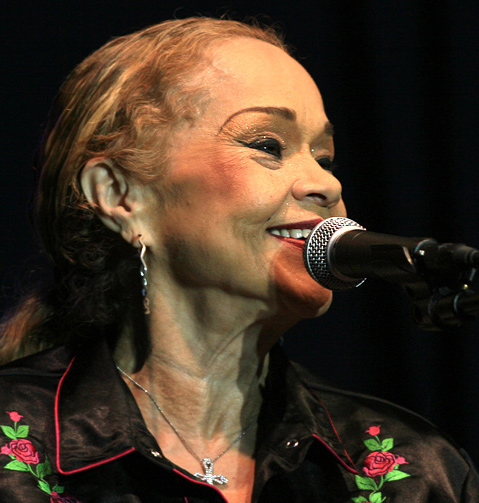
Etta James
overleden in 2012

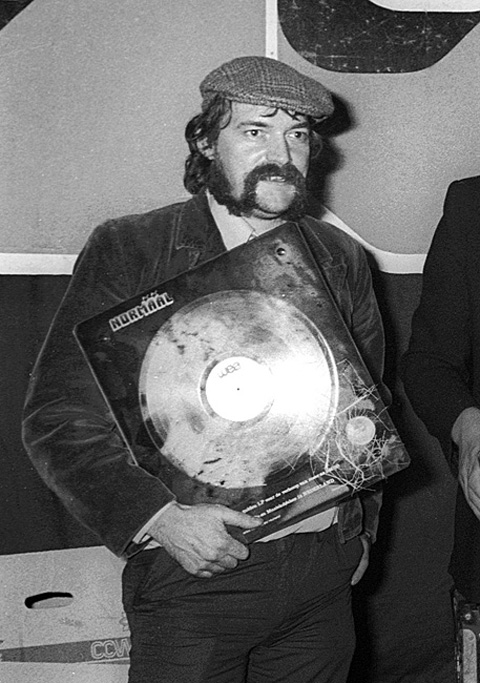
Jan Manschot
overleden in 2014

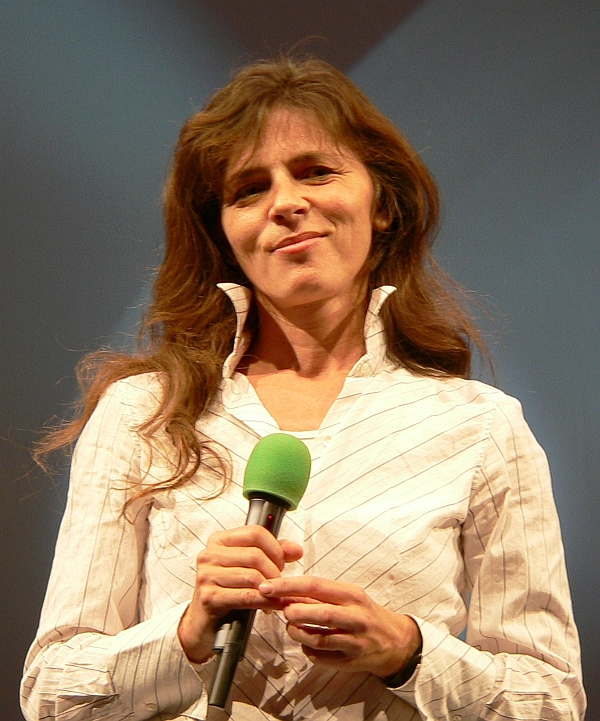
Mira Furlan
overleden in 2021

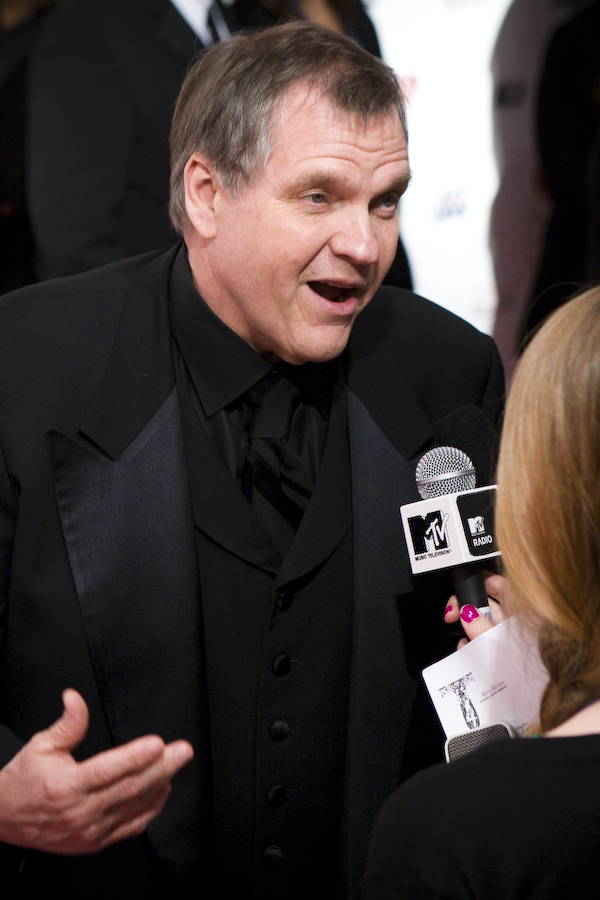
Meat Loaf
overleden in 2022

- 640 - Eadbald, Angelsaksisch koning van Kent
- 882 - Lodewijk de Jonge, Frankisch koning
- 1516 - Juan Díaz de Solís (ongeveer 46), Spaans zeevaarder
- 1629 - Balthasar Lydius (52), Nederlands predikant en theoloog
- 1643 - Johannes Lydius (ongeveer 66), Nederlands predikant en theoloog
- 1649 - Godefridus Cornelisz Udemans (ongeveer 66), Nederlands predikant
- 1666 - Anna van Oostenrijk (64), koningin van Frankrijk
- 1745 - Keizer Karel VII Albrecht (47), Rooms-Duits keizer
- 1813 - Christoph Martin Wieland (79), Duits schrijver
- 1819 - Karel IV (70), koning van Spanje
- 1837 - Adam Afzelius (86), Zweeds botanicus
- 1848 - Christiaan VIII (61), koning van Denemarken en Noorwegen
- 1875 - Jean-François Millet (60), Frans schilder
- 1882 - John Linnell (89), Engels kunstschilder
- 1885 - Johan Filip Koenraad Schwaebe (78), Nederlands uitgever, drukker en schrijver
- 1890 - Franz Lachner (86), Duits componist, dirigent en organist
- 1896 - Graciano López Jaena (39), Filipijns revolutionair en nationale held
- 1901 - Zénobe Gramme (74), Belgisch wetenschapper
- 1902 - Aubrey Thomas de Vere (88), Iers dichter en criticus
- 1906 - Marcelo Spínola y Maestre (71), Spaans zalige en kardinaal-aartsbisschop van Sevilla
- 1927 - Emil Bourgonjon (85), Belgisch beeldhouwer
- 1933 - Isabelo Tampinco (82), Filipijns beeldhouwer
- 1936 - Andries Bonger (74), Nederlands kunstverzamelaar
- 1936 - George V (70), koning van het Verenigd Koninkrijk
- 1936 - Jarl Öhman (44), Fins voetballer en voetbalcoach
- 1948 - Jozef Simons (59), Belgisch schrijver
- 1949 - Joseph Cuypers (87), Nederlands architect
- 1957 - Dudley Benjafield (69), Brits autocoureur
- 1957 - James Connolly (88), Amerikaans atleet
- 1965 - Alan Freed (43), Amerikaans diskjockey
- 1966 - Pieter Kuhn (55), Nederlands striptekenaar
- 1971 - Antonio Bacci (85), Italiaans curiekardinaal
- 1973 - Lorenz Böhler (88), Oostenrijks chirurg
- 1982 - Marc Demeyer (31), Belgisch wielrenner
- 1983 - Garrincha (49), Braziliaans voetballer
- 1984 - Johnny Weissmuller (79), Amerikaans zwemmer en filmacteur
- 1989 - John Harding (92), Brits maarschalk
- 1990 - Naruhiko Higashikuni (102), Japans prins en gewezen minister-president van Japan
- 1990 - Barbara Stanwyck (82), Amerikaans actrice
- 1993 - Audrey Hepburn (63), Nederlands-Brits actrice
- 1993 - Piet Peters (71), Nederlands wielrenner
- 1994 - Matt Busby (84), Schots voetballer en trainer
- 1996 - Jef Mermans (73), Belgisch voetballer
- 1997 - Arie Visser (52), Nederlands dichter
- 1997 - Herman Wekker (53), Nederlands taalkundige
- 1999 - Josefina Plá (95), Paraguayaans schrijfster, dichteres, kunstenares en kunstcritica
- 2002 - Tom van Beek (70), Nederlands acteur
- 2004 - Alan Brown (84), Brits Formule 1-coureur
- 2005 - Per Borten (91), Noors premier
- 2006 - Fred van der Werff (90), Nederlands ondernemer
- 2007 - Yvonne Habets (58), Nederlands journalist en tv-presentatrice
- 2007 - Anatol Rapoport (95), Amerikaans wiskundige
- 2007 - Alfredo Ripstein (90), Mexicaans regisseur
- 2007 - Ali de Vries (92), Nederlands atlete
- 2009 - Ramón de Algeciras (70), Spaans flamenco-gitarist
- 2009 - Stéphanos II Ghattas (89), Egyptisch kardinaal en koptisch patriarch van Alexandrië
- 2009 - René Michaux (55), Belgisch rijkswachter in de zaak-Dutroux
- 2009 - Gerrit van der Valk (80), Nederlands ondernemer
- 2009 - Dina Vierny (89), Frans fotomodel
- 2010 - Arjen Grolleman (37), Nederlands radio-dj
- 2011 - Paul Ducheyne (85), Belgisch voetbalvoorzitter
- 2011 - Bruce Gordon (94), Amerikaans acteur
- 2012 - Etta James (73), Amerikaans zangeres
- 2012 - John Levy (99), Amerikaans contrabassist
- 2012 - Harry Onderwater (61), Nederlands cybercrimespecialist
- 2014 - Claudio Abbado (80), Italiaans dirigent
- 2014 - James Jacks (66), Amerikaans filmproducent
- 2014 - John Mackey (96), Iers-Nieuw-Zeelands bisschop
- 2014 - Jan Manschot (66), Nederlands drummer
- 2014 - Dick Mulder (94), Nederlands kerkbestuurder
- 2014 - Leen van de Velde (87), Nederlands voetballer
- 2015 - Edgar Froese (70), Duits artiest
- 2015 - Onno Krijn (57), Nederlands componist, arrangeur en musicus
- 2015 - Peter Pontiac (63), Nederlands illustrator en striptekenaar
- 2015 - Hitoshi Saito (54), Japans judoka
- 2016 - David G. Hartwell (74), Amerikaans redacteur en uitgever
- 2016 - Thom Mercuur (75), Nederlands kunstverzamelaar, kunsthandelaar, galeriehouder, curator, uitgever en museumdirecteur
- 2016 - Chang Yung-fa (88), Taiwanees ondernemer
- 2017 - Robert Anker (70), Nederlands schrijver, dichter en literatuurcriticus
- 2017 - Hans Breukhoven (70), Nederlands ondernemer
- 2017 - Chuck Stewart (89), Amerikaans jazzfotograaf
- 2018 - Paul Bocuse (91), Frans chef-kok
- 2018 - Antonius Jan Glazemaker (86), Nederlands oudkatholiek bisschop
- 2019 - Flip Broekman (64), Nederlands toneel- en liedjesschrijver
- 2019 - Klaus Enders (81), Duits motorcoureur
- 2019 - Christiane Ensslin (79), Duits feministe en activiste
- 2019 - Roger Marijnissen (95), Belgisch kunsthistoricus
- 2019 - Masazo Nonaka (113), Japans supereeuweling en oudste man van de wereld
- 2019 - François Perrot (94), Frans acteur
- 2019 - Leonardo Quisumbing (79), Filipijns rechter
- 2019 - Wil Velders-Vlasblom (88), Nederlands burgemeester
- 2020 - Ger Dekkers (90), Nederlands fotograaf
- 2021 - Mira Furlan (65), Kroatisch actrice en zangeres
- 2021 - Storrs Lovejoy Olson (76), Amerikaans bioloog en ornitholoog
- 2022 - Heidi Biebl (80), Duits alpineskiester
- 2022 - Eduardo Flores (77), Argentijns voetballer
- 2022 - Carla Galle (73), Belgisch zwemster en politica
- 2022 - Meat Loaf (74), Amerikaans zanger en acteur
- 2022 - Emil Mangelsdorff (96), Duits jazzmuzikant
- 2022 - Trees Keultjes (95), Nederlands politieagente
- 2022 - Elza Soares (91), Braziliaans sambazangeres
- 2023 - Albin Eser (87), Duits strafrechtgeleerde en hoogleraar
- 2023 - Olivia Geerolf (72), Belgisch choreografe
- 2023 - Julien Goekint (93), Belgisch politicus
- 2023 - Arno van der Heyden (61), Nederlands cabaretier en acteur
- 2024 - Henk van den Breemen (82), Nederlands militair en generaal
- 2024 - Alain De Kuyssche (77), Belgisch schrijver, journalist en hoofdredacteur
- 2024 - Norman Jewison (97), Canadees filmregisseur
- 2025 - Bertrand Blier (85), Frans filmregisseur en scenarioschrijver
- 2025 - Fred Newhouse (76), Amerikaans atleet
- 2025 - Gernot Rumpf (83), Duits beeldhouwer

## Viering/herdenking etc.
- Rooms-katholieke kalender:

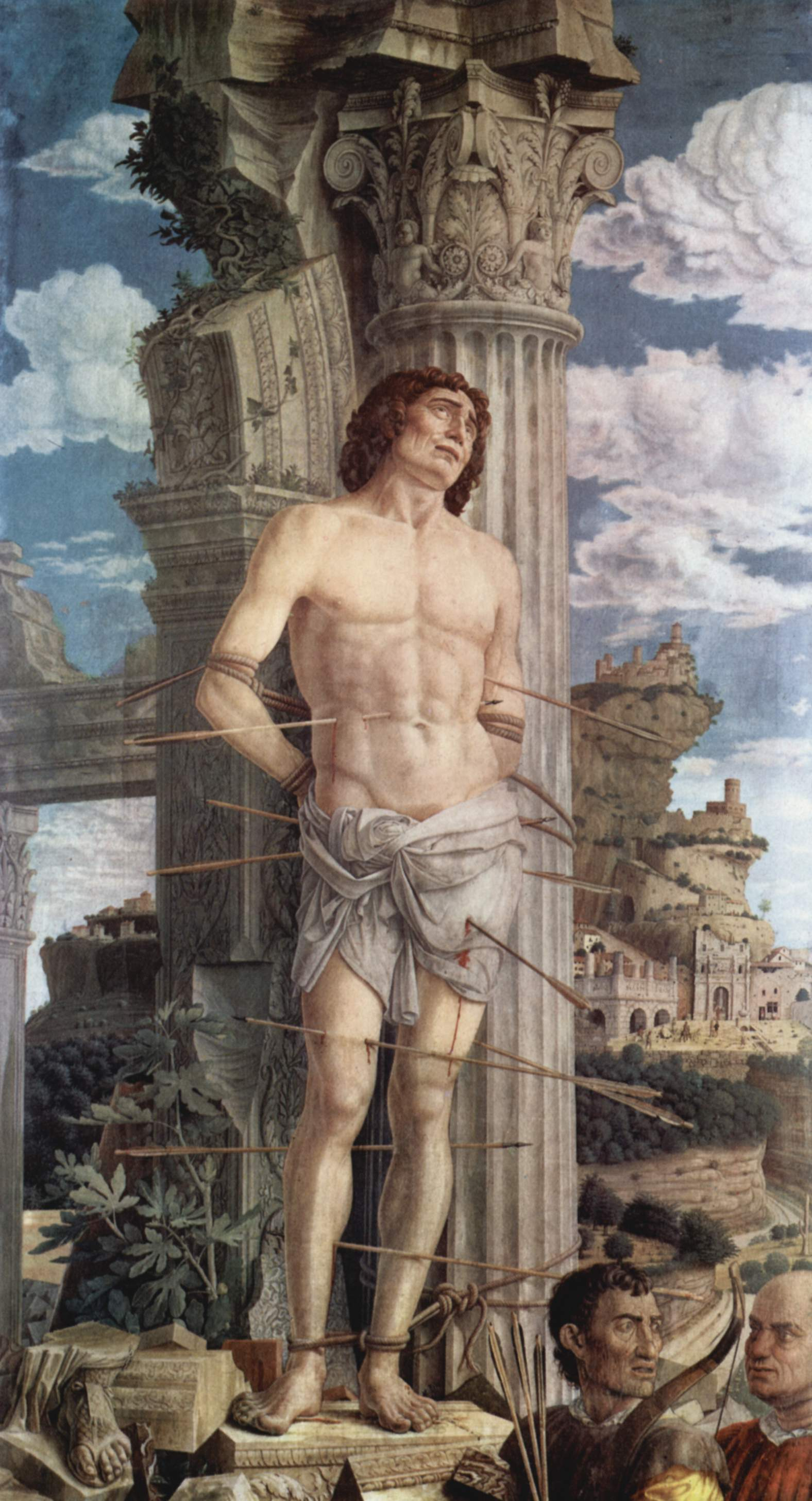
Sebastiaan

  - Heilige Sebastiaan († c. 288) - Vrije Gedachtenis
  - Heilige Fabianus (Flavius) († 250) - Vrije Gedachtenis
  - Heilige Fechin van Fore (Fobhar) († 665)
  - Heilige Smeralda (of Smiralda of Eustochia) Calafato († 1485)
  - Heilige Euthymius de Grote († 473)
  - Zalige Desiderius/Disdir van Kortrijk († 1194)
- De inauguratie van de president van de Verenigde Staten wordt elke vier jaar op deze datum gehouden sinds 1937 (met twee uitzonderingen: Dwight D. Eisenhower en Ronald Reagan op 21 januari)

## Weerextremen

### Nederland
| | Officiële records | Officiële records | Officiële records |      | Landelijke records | Landelijke records | Landelijke records |
| Gebeurtenis | Jaar              | Extreem           | Locatie           | Jaar | Extreem            | Locatie            |                    |
| --- | ----------------- | ----------------- | ----------------- | ---- | ------------------ | ------------------ | ------------------ |
| Laagste etmaalgemiddelde temperatuur (°C) | 1942              | −12,8             | De Bilt           |      | 1942               | −13,7              | Eelde              |
| Hoogste etmaalgemiddelde temperatuur (°C) | 2008              | 11,6              | De Bilt           |      | 2008               | 12,2               | Gilze-Rijen        |
| Laagste minimumtemperatuur (°C) | 1940              | −16,2             | De Bilt           |      | 1940               | −17,8              | Maastricht         |
| Hoogste minimumtemperatuur (°C) | 2008              | 10,4              | De Bilt           |      | 2008               | 11,1               | Arcen              |
| Laagste maximumtemperatuur (°C) | 1942              | −9,6              | De Bilt           |      | 1940               | −9,9               | De Kooy            |
| Hoogste maximumtemperatuur (°C) | 2007              | 13,1              | De Bilt           |      | 2007               | 13,9               | Gilze-Rijen        |
| Hoogste uurgemiddelde windsnelheid (m/s) | 1960              | 17,0              | De Bilt           |      | 1960               | 27,3               | De Kooy            |
| Hoogste windstoot (m/s) | 1960              | 37,0              | De Bilt           |      | 1960               | 37,0               | De Bilt            |
| Langste zonneschijnduur (uur) | 1929, 2019        | 7,3               | De Bilt           |      | 1929               | 7,8                | Maastricht         |
| Langste neerslagduur (uur) | 1993              | 18,4              | De Bilt           |      | 2008               | 19,7               | Twenthe            |
| Hoogste etmaalsom van de neerslag (mm) | 1993              | 16,1              | De Bilt           |      | 2008               | 24,5               | Hoogeveen          |
| Laagste etmaalgemiddelde relatieve vochtigheid (%) | 1950              | 65                | De Bilt           |      | 1918               | 57                 | Maastricht         |
| Laagste uurwaarde luchtdruk op zeeniveau (hPa) | 1936              | 984,7             | De Bilt           |      | 1965               | 982,5              | Vlissingen         |
| Hoogste uurwaarde luchtdruk op zeeniveau (hPa) | 2020              | 1048,1            | De Bilt           |      | 2020               | 1049,0             | Maastricht         |
| Officiële records worden altijd gemeten op het KNMI-weerstation in De Bilt. Landelijke records kunnen worden gemeten op elk officieel KNMI-weerstation in Nederland. |                   |                   |                   |      |                    |                    |                    |

Uitzonderlijke gebeurtenissen
- 1960 - Officieel maandrecord hoogste windstoot in m/s van januari gemeten in De Bilt: 37,0

### België
Dagrecords
- 1838 - Laagste etmaalgemiddelde temperatuur −12,8 °C
- 2007 - Hoogste etmaalgemiddelde temperatuur 11,9 °C
- 1838 - Laagste minimumtemperatuur −17,8 °C
- 2007 en 1918 - Hoogste maximumtemperatuur 12,8 °C
- 1954 - Hoogste etmaalsom van de neerslag 19 mm

Uitzonderlijke gebeurtenissen
- 1940 - Laagste minimumtemperatuur ooit in België: −30,1 °C in Rochefort. Elders tot −22,2 °C in Vilvoorde en −25,5 °C in Haacht.
- 1954 - 62 mm neerslag op de Baraque Michel (Jalhay).
- 1963 - Minima tot −17,9 °C in Gerdingen (Bree) en −19,1 °C op de Baraque Michel (Jalhay).
- 1987 - Koudste januari-decade van de eeuw: gemiddelde temperatuur −8,3 °C.
- 1993 - Warmste januari-decade van de eeuw: gemiddelde temperatuur: 8,5 °C.
- 2004 - Natste januari-decade sinds het begin van de metingen: 102,4 mm.

<< · 1 · 2 · 3 · 4 · 5 · 6 · 7 · 8 · 9 · 10 · 11 · 12 · 13 · 14 · 15 · 16 · 17 · 18 · 19 · 20 · 21 · 22 · 23 · 24 · 25 · 26 · 27 · 28 · 29 · 30 · 31 · >>